# Jevnaker
Jevnaker er en kommune og en by i Akershus fylke i Norge. Kommunen tilhørte til 1. januar 2020 Oppland fylke  og var frem til 1. januar 2024 en del af Viken fylke som da blev opløst.
Den grænser i nord til Gran, i øst til Lunner og i sydvest til Ringerike i Buskerud fylke. Højeste punkt er Svarttjernhøgda der er 717 moh. 
Kommunen ligger ved sydenden av Randsfjorden. Køkkenproducenten Norema har haft fabrik i Jevnaker i snart 30 år, og Hadeland Glassverk, som også er kommunens tusenårssted, ligger også i Jevnaker.
Jevnaker er for øvrigt den mindste kommune i det tidligere Oppland fylke regnet i areal.

## Idræt
I december 2012 blev en bandybane indviet.